# Bi Sheng (cráter)
Bi Sheng es un cráter de impacto ubicado en la cara oculta de la Luna, cerca del Polo Norte lunar. Se encuentra muy cerca de los prominentes cráteres Seares, Karpinskiy y Milankovic. 
|  |

El borde del cráter tiene forma circular. Moderadamente erosionado, las partes sur y noroeste del brocal están cubiertas por grandes cráteres. La altura del borde sobre el terreno circundante es de aproximadamente 1200 m, y el volumen del cráter es de aproximadamente 2500 km³. El fondo del cuenco del cráter es irregular, marcado por muchos cráteres pequeños.
En agosto de 2010 recibió el nombre del inventor chino Bi Sheng (990-1051) por decisión de la UAI.

## Referencias

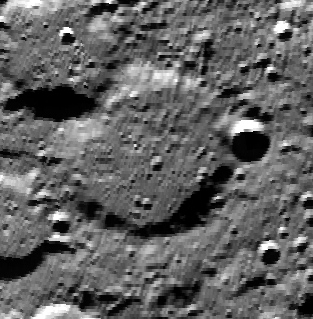
Fotografía de la misión Clementine (1994)